# Goodooga
Goodooga är en ort i Australien. Den ligger i kommunen Brewarrina och delstaten New South Wales, i den sydöstra delen av landet, omkring 640 kilometer nordväst om delstatshuvudstaden Sydney.
Trakten runt Goodooga är nära nog obefolkad, med mindre än två invånare per kvadratkilometer..
Omgivningarna runt Goodooga är i huvudsak ett öppet busklandskap. Genomsnittlig årsnederbörd är 424 millimeter. Den regnigaste månaden är februari, med i genomsnitt 77 mm nederbörd, och den torraste är oktober, med 2 mm nederbörd.